# José Comblin

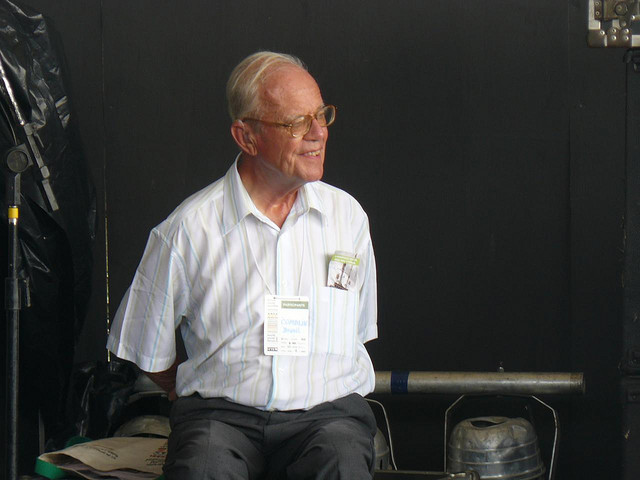
José Comblin.

José Comblin (nome di battesimo Joseph) (Bruxelles, 22 marzo 1923 – Simões Filho, 27 marzo 2011) è stato un presbitero, teologo e scrittore belga naturalizzato brasiliano.

## Biografia
Joseph Comblin nacque a Bruxelles il 22 marzo 1923 e fu ordinato sacerdote nel 1947. Laureato in Teologia all'Università Cattolica di Lovanio, fu inviato missionario in Brasile dal 1958.
Si stabilì a Campinas dove insegnò Chimica e Fisica alle Scuole Superiori. Successivamente, fu assistente della JOC (Juventude Operária Católica), diventando docente di teologia alla scuole dei domenicani di São Paulo e avendo come alunni Frei Betto e Frei Tito.
Dal 1962 al 1965 insegnò teolgia in Cile, per passare all'Instituto de Teologia do Recife, invitato da Dom Hélder Câmara.
Dal 1969 collaborò alla fondazione dei seminari rurali a Pernambuco e a Paraíba.  Queste esperienze rurali gli diedero spunto per la Teologia della Zappa (Teologia da Enxada).
Espulso dal regime militare nel 1971, tornò in Cile per i successivi 8 anni. La pubblicazione del volume A Ideologia da Segurança Nacional, del 1977, provocò la sua espulsione anche dal Cile, da parte del regime di Pinochet nel 1980. Tornatto in Brasile, si stabilì a Serra Redonda (Paraíba), dove fondò un nuovo seminario rurale e diede vita alla formazione di numerose comunità di base. Questo ripo di metodo fu approvato da Paolo VI.
Fondò numerosi movimenti laici: i Missionários do Campo (1981); i Missionárias do Meio Popular (1986); i Missionários de Juazeiro da Bahia (1989), na Paraíba (1994) e a Tocantins (1997).
Fu docente di teolgia in Ecuador, Cile e Brasile. la sua bibliografia è vastissima, e testimonia ampiamente la teologia della liberazione in Brasile. Negli ultimi anni di vita si stabilì nel Sertão Paraibano.
È deceduto a Simões Filho il 27 marzo 2011.

## Pubblicazioni (selezione)
- Le Pouvoir Militaire en Amérique Latine. L'Idéologie de la Securité National. Parigi, Éditions Jean Pierre Delarge, 1977.
- Théologie de la Révolution. Parigi, Universitaires, 1970.
- Teologia da Libertação, Teologia Neoconservadora e Teologia Liberal. trad. port., Petrópolis, Editrice Vozes, 1985.
- Teologia da Reconciliação. Ideologia ou Reforço da Libertação. trad. port., Petrópolis, Editrice Vozes, 1986.
- A Força da Palavra. trad. port., Petrópolis, Editrice Vozes, 1986.
- Antropologia Cristã. trad. port., Petrópolis, Editrice Vozes, 1990.
- Viver na cidade - Pistas para a pastoral urbana. São Paulo: Editrice Paulus, 1997. ISBN 8534906408.
- Curso básico para animadores de comunidades de base. São Paulo: Editrice Paulus, 1997. ISBN 8534904421
- Cristãos rumo ao século XXI - Nova caminhada de libertação. São Paulo: Editrice Paulus, 1997. ISBN 8534905347
- A nuvem do não-saber. São Paulo: Editrice Paulus, 1998. ISBN 8534912416.
- Vocação para liberdade. São Paulo: Editrice Paulus, 1998.
- Desafios dos cristãos do século XXI. São Paulo: Editrice Paulus, 2000. ISBN 8534917043.
- Neoliberalismo (O) - Ideologia dominante na virada do século. PeTrópolis: Editrice Vozes, 2001. ISBN 8532622909
- Os desafios da cidade no século XXI. São Paulo: Editrice Paulus, 2002. ISBN 8534920192.
- Pastoral Urbana - O dinamismo na evangelização. Petrópolis: Editrice Vozes, 3ª edizione: 2002. ISBN 8532622534.
- O povo de Deus, São Paulo: Editrice Paulus, 2002. ISBN 8534918333
- O Caminho - Ensaio sobre o seguimento de Jesus. São Paulo: Editrice Paulus, 2004. ISBN 8534922527.
- Quais os desafios dos temas teológicos atuais?. São Paulo: Editrice Paulus, 2005.  ISBN 8534923817.
- O que é a verdade?, São Paulo: Editrice Paulus, 2005. ISBN 8534922993.
- Vaticano II - 40 anos depois, collaborazione J.B. Libanio; José Comblin; José Oscar Beozzo; A. Lorscheider; J. M. Vigil. São Paulo: Editrice Paulus, 2005. ISBN 8534923671.
- A vida - Em busca da liberdade. São Paulo: Editrice Paulus, 2007. ISBN 978-85-349-2733-8.
- A profecia na Igreja. São Paulo: Editrice Paulus, 2008. ISBN 9788534929899.

## Onorificenze
- Dottore honoris causa all'Università Federale del Paraíba, 2001, “ … per i suoi lavori nel campo dell'educazione popolare, nel campo pastorale nei confronti delle masse oppresse dell'America Latina, e per le sue vastissime e innumerevoli pubblicazioni come educatore ed umanista…”